# Oatly
Oatly Group AB, tidigare Ceba Foods AB, är ett svenskt livsmedelsföretag med huvudkontor i Malmö och produktionsanläggning i Landskrona och med rötter från Lunds universitet. Företaget har även delar av sin produktion av kylvaror i Kina, Singapore och Tyskland. Sedan 20 maj 2021 är företaget noterat på Nasdaq-börsen i New York.
Oatly utvecklar, producerar och marknadsför bland annat havrebaserade drycker och glass. Produkterna är fria från mjölk och sojaprotein. Företagets produkter säljs i Sverige och i ett 20-tal länder under varumärket Oatly.

## Historik
Idén till Oatly föddes i slutet av 1980-talet. Forskaren Rickard Öste vid Lunds universitet hade intresserat sig för möjligheten att ersätta mjölk med annan sorts livsmedel. År 1994 bildades Ceba Foods av Öste och Skånska Lantmännen och 2001 lanserades varumärket Oatly. År 2006 bytte företaget namn till Oatly AB och en egen utvecklings- och produktionsanläggning i Landskrona invigdes. Sommaren 2014 flyttades huvudkontoret till Malmö, med anläggningen i Landskrona oförändrad.
Under 2015 hamnade Oatly i en juridisk tvist med branschorganisationen Svensk Mjölk, som stämde Oatly inför Marknadsdomstolen för att få företaget att sluta använda vissa uttryck i sin marknadsföring. Oatly förlorade tvisten och förbjöds att i sin annonsering bland annat hävda att komjölk inte är anpassat för människor.
I januari 2022 förbjöd det brittiska annonskontrollorganet ASA delar av Oatlys reklamkampanj eftersom de innehåller vilseledande budskap om produkternas miljövänlighet.

## Ägare
Oatly ägdes i december 2019 av det belgiska investmentbolaget Verlinvest, det kinesiska statsägda bolaget China Resources, Industrifonden, Östersjöstiftelsen, grundarna och ytterligare privata ägare, däribland anställda. Sedan juli 2020 så är även riskkapitaljätten Blackstone delägare.
Den 20 maj 2021 noterades bolaget på den amerikanska börsen Nasdaq till en introduktionskurs om 17 USD per aktie. Intaget kapital blev mer än 1,4 miljarder USD. Aktien steg den första handelsdagen med mer än 18%. Efter sex månader på Nasdaq har aktien sjunkit med 67 procent jämfört med kursen vid notering.